# Iván Sosa
Iván Ramiro Sosa Cuervo (31 oktober 1997) is een Colombiaans wielrenner die anno 2022 rijdt voor Movistar Team.

## Carrière
Als junior won Sosa een etappe in de Ronde van Colombia van de Toekomst, de belangrijkste juniorenwedstrijd in zijn thuisland.
In 2016 nam Sosa met een Colombiaanse selectie deel aan de Ronde van de Toekomst, waar hij op plek 57 in het algemeen klassement eindigde. Aan het eind van het jaar kreeg hij een contract aangeboden bij Androni Giocattoli-Sidermec, waar hij in 2017 prof werd. Zijn debuut maakte hij in januari in de Ronde van Táchira, waar hij zich na acht etappes op de tweede plaats in het algemeen klassement bevond. In de negende etappe verloor hij echter meer dan tweeënhalve minuut, waardoor hij naar de zevende plek zakte. In de laatste etappe kwam zijn plek in het klassement niet meer in gevaar, waardoor hij het jongerenklassement op zijn naam schreef. In juni werd hij, met een achterstand van 35 seconden op zijn winnende land- en ploeggenoot Rodolfo Torres, derde in het eindklassement van de Ronde van Bihor. Het jongerenklassement schreef hij, met een voorsprong van 54 seconden op Mattia Melloni, wel op zijn naam. In augustus nam hij deel aan de Ronde van de Toekomst, waarin hij op plek 38 in het algemeen klassement eindigde.
Het seizoen 2018 begon Sosa, net als in 2017, in Venezuela, waar hij deelnam aan de Ronde van Táchira. In de vierde etappe kwam hij met een voorsprong van drie seconden op Anderson Paredes solo als eerste over de finish. De grootste overwinning in zijn carrière behaalde hij in de nieuw gevormde Adriatica Ionica Race, waar hij het eindklassement op zijn naam schreef.
In 2019 maakte Sosa de overstap naar Team INEOS, waardoor hij in de UCI World Tour rijdt. Namens deze ploeg schreef hij in het begin van het seizoen het bergklassement van de Tour Colombia op zijn naam.

## Overwinningen
2017
Jongerenklassement Ronde van Táchira
Jongerenklassement Ronde van Bihor-Bellotto
2018
4e etappe Ronde van Táchira
2e etappe deel A Ronde van Bihor-Bellotto
Eind- en jongerenklassement Ronde van Bihor-Bellotto
3e etappe Adriatica Ionica Race
Eind- en jongerenklassement Adriatica Ionica Race
1e etappe Sibiu Cycling Tour
Eind-, punten-, jongeren- en bergklassement Sibiu Cycling Tour
5e etappe Ronde van Burgos
Eind-, jongeren- en bergklassement Ronde van Burgos
7e etappe Ronde van de Toekomst
2019
Bergklassement Tour Colombia
3e etappe Route d'Occitanie
Jongerenklassement Route d'Occitanie
3e en 5e etappe Ronde van Burgos
Eind-, jongeren- en bergklassement Ronde van Burgos
2020
5e etappe Ronde van Burgos
2021
3e etappe Ronde van de Provence
Eind- en jongerenklassement Ronde van de Provence
2022
Bergklassement Gran Camiño
2e etappe Ronde van Asturië
Eindklassement Ronde van Asturië
3e etappe Ronde van Langkawi
Eindklassement Ronde van Langkawi

## Resultaten in voornaamste wedstrijden
| Jaar | Ronde van Italië | Ronde van Frankrijk | Ronde van Spanje |
| ---- | ---------------- | ------------------- | ---------------- |
| 2018 |                  |                     |                  |
| 2019 | 44e              |                     |                  |
| 2020 |                  |                     | 62e              |
| 2021 |                  |                     |                  |
| 2022 | 49e              |                     |                  |
| 2023 |                  |                     |                  |
| 2024 |                  |                     |                  |

| Jaar | Luik-Bast.‑Luik | Ronde van Lombardije | Waalse Pijl | Clásica San Sebastián |
| ---- | --------------- | -------------------- | ----------- | --------------------- |
| 2018 |                 | opgave               |             |                       |
| 2019 |                 | 14e                  |             | opgave                |
| 2020 | 82e             | opgave               | opgave      |                       |
| 2021 |                 |                      |             |                       |
| 2022 |                 |                      |             |                       |
| 2023 |                 |                      |             | opgave                |
| 2024 |                 |                      |             | opgave                |

## Ploegen
- 2017 –  Androni-Sidermec-Bottecchia
- 2018 –  Androni Giocattoli-Sidermec
- 2019 –  Team INEOS[1]
- 2020 –  Team INEOS
- 2021 –  INEOS Grenadiers
- 2022 –  Movistar Team
- 2023 –  Movistar Team
- 2024 –  Movistar Team
- 2025 –  Equipo Kern Pharma

Ballerini · Benfatto · Bernal · Bonusi · Cattaneo · D'Urbano · Mar. Frapporti · Mat. Frapporti · Gavazzi · Malucelli · Masnada · Pacioni · Palini · Rivera · Sosa · Spreafico · Taliani · Torres · Vendrame
Ballerini · Belletti · Benfatto · Bisolti · Bonusi · Cattaneo · Chirico · Mar. Frapporti · Mat. Frapporti · Gavazzi · Malucelli · Masnada · Rivera · Sosa · Spreafico · Torres · Vendrame · Lizde (stagiair) · Viel (stagiair)
van Baarle · Basso · Bernal · Castroviejo · de la Cruz · Doull · Dunbar · Elissonde · Froome · Ganna · Geoghegan Hart · Gołaś · Halvorsen · Seb. Henao · Kiryjenka · Knees · Kwiatkowski · Lawless · Moscon · Narváez · Poels · Puccio · Rosa · Rowe · Sivakov · Sosa · Stannard · Swift · Thomas
Amador · Basso · Bernal · Carapaz  · Castroviejo · Dennis   · Doull · Dunbar · Froome · Ganna   · Geoghegan Hart · Gołaś · Hayter · Henao · Kiryjenka (t/m 31 januari) · Knees · Kwiatkowski · Lawless · Moscon · Narváez · Puccio · Rivera · Rodriguez · Rowe · Sivakov · Sosa · Stannard · Swift · Thomas · Van Baarle · Wurf (vanaf 1 februari)
Amador · Van Baarle · Basso · Bernal · Carapaz  · Castroviejo · De Plus · Dennis · Doull · Dunbar · Ganna     · Geoghegan Hart · Gołaś · Hayter · Henao · Kwiatkowski · Martínez · Moscon · Narváez · Pidcock (vanaf 1 februari) · Porte ·  Puccio · Rivera · Rodriguez · Rowe · Sivakov · Sosa · Swift · Thomas · Wurf · Yates · Plapp (stagiair)
Aranburu · Arcas · Barta · Elosegui · Erviti · García · González · Hollmann · Izagirre · Jacobs · Jorgenson · Kanter · Lazkano · E. Mas · L. Mas · Mühlberger · Norsgaard · Oliveira · Pedrero · Rangel Costa · Rodríguez · Rojas · Rubio · Samitier · Serrano · Sosa · Torres · Valverde · Verona
Aranburu · Arcas · Barta · Erviti · García · Gaviria · González · Guerreiro · Hollmann · Izagirre · Jacobs · Jorgenson · Kanter · Lazkano · E. Mas · L. Mas · Mühlberger · Norsgaard · Oliveira · Pedrero · Rangel Costa · Rodríguez · Rojas · Romeo · Rubio · Samitier · Serrano · Sosa · Torres · Verona
Aranburu · Arcas · Barrenetxea · Barta · Canal · Cavagna · Cimolai · Formolo · García · Gaviria · Guerreiro · Jacobs · Lazkano · Mas · Milesi · Moro · Mühlberger · Norsgaard · Oliveira · Pedrero · Quintana · Rangel Costa (tot 19/8) · Romeo · Romo · Rubio · Samitier · Serrano · Sosa · Torres